# 离子键
离子键又被称为盐键，是化学键的一种，通过两个或多个原子或化学基团失去或获得电子而成为离子后形成。带相反电荷的原子或基团之间存在静电吸引力，两个带相反电荷的原子或基团靠近时，周围水分子被释放为自由水中，带负电和带正电的原子或基团之间产生的静电吸引力以形成离子键。是离子化合物中发生的主要相互作用。它是与共价键和金属键一起的主要键合类型之一。
此类化学键往往在金属与非金属间形成。失去电子（形成阳离子/正离子）的往往是金属元素的原子，而获得电子（形成阴离子/负离子）的往往是非金属元素的原子。带有相反电荷的离子因电磁力而相互吸引，从而形成化学键。离子键较氢键强，其强度与共价键接近。 
{\displaystyle {\ce {Li + F -> Li+ + F-}}}
{\displaystyle {\ce {3Na + P -> 3Na+ + P^3-}}}
仅当总体的能级下降的时候，反应才会发生（由化学键联接的原子较自由原子有着较低的能级）。下降越多，形成的键越强。
现实中，原子间并不形成“纯”离子键（即：其中一个原子或分子将电子完全转移给另一个）。所有的键都或多或少带有共价键的成分。成键原子之间电平均程度越高，离子键成分越低。
一般说来，以离子键键合的化合物（即“离子化合物”）在固态下不导电，在液态下或形成溶液后导电；它们的熔点一般比较高——这决定于组成它们的离子的电荷：电荷越高，熔点越高；反之亦然。